# Umbría Jazz
Umbría Jazz (abreviado UJ) es un festival de música jazz italiano.  Nacido en 1973, se celebra anualmente durante el mes de julio o agosto en Perugia.

## Orígenes

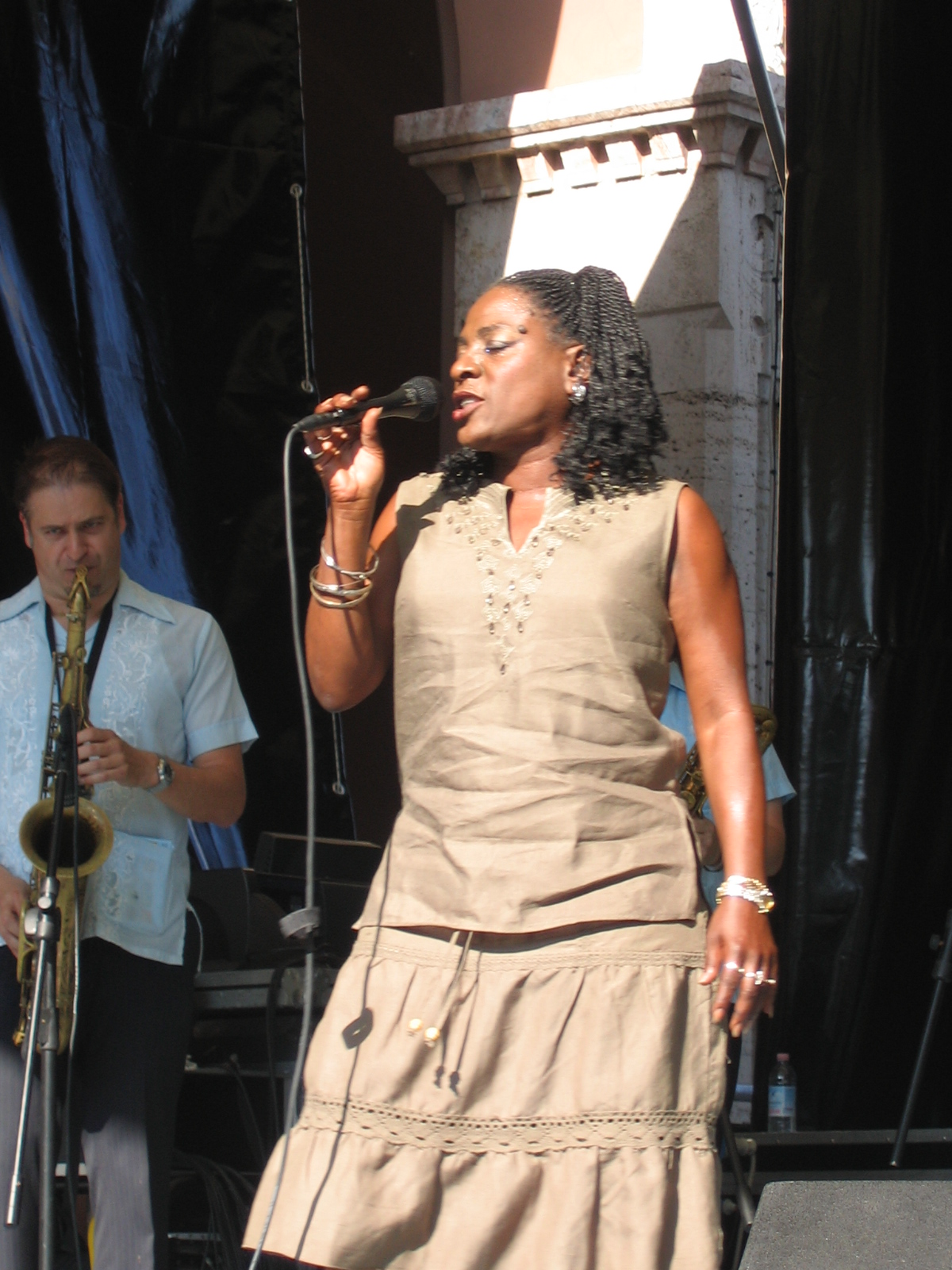
Sharon Jones y Dap-kings

El 23 de agosto de 1973 tuvo lugar el primer concierto del festival, con una actuación musical en el teatro natural de la villa de Piediluco en los alrededores de Terni. El programa incluía a Aktuala, un grupo ya desaparecido y a la orquesta de Thad Jones y Mel Lewis. La primera edición incluyó otras tres veladas, dos en Perugia y una en Gubbio que, sin embargo, fue suspendida por la lluvia. En Perugia, hizo su debut en Italia Weather Report, en la Piazza IV Novembre, donde también actuaron la Intergalactic Solar Arkestra de Sun Ra y el grupo de rock progresivo y jazz fusión italiano más popular de la época, Perigeo.
Enseguida quedó claro que se trataba de una buena idea que, a pesar de haber tenido una escasa promoción, quedó evidenciada por el gran éxito de público. En realidad, el proyecto se desarrolló en unos pocos meses después de iniciado. Umbria Jazz nació en un café en el centro histórico de Perugia, de la mano del empresario Carlo Pagnotta, apasionado por el jazz, que propuso la creación del proyecto al gobierno local de la entonces recién creada Región de Umbría, con la intervención de Alberto Alberti, importante [productor discográfico] y promotor de conciertos de jazz de la época. 

## Dificultades y cierre
Las plazas de Perugia y alrededores se llenaban de gente los días del Umbría Jazz. Algunas veces hasta los propios músicos llegaron a tener dificultades para acceder al lugar de los conciertos. Se dio el caso de la Orquesta de Count Basie que no pudo actuar a su hora porque estuvo atrapada en el autobús entre la muchedumbre que no lo dejaba avanzar.

La edición de 1976 incluyó a George Coleman, Art Blakey y Dizzy Gillespie. En este período, de gran agitación social y política, conocido como "años del plomo" llegaba a la Umbría un público muy politizado y polarizado que tendía a crear problemas de diversa índole.

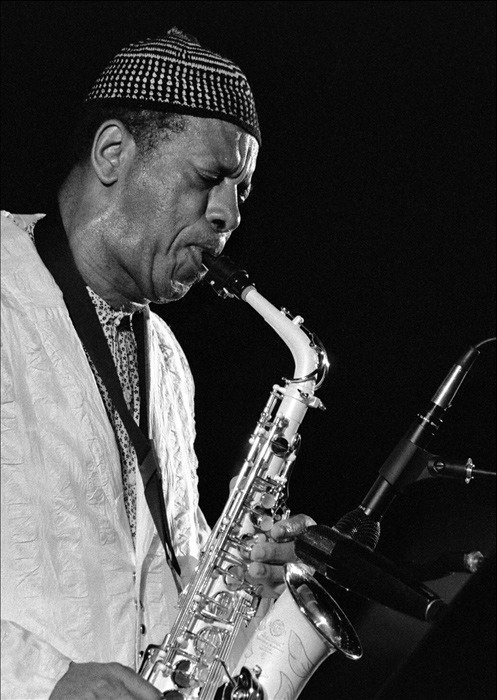
Ornette Coleman

Ni siquiera la música se salvó de la tensión: grandes artistas como Chet Baker y Stan Getz, blancos y de clase media, fueron abucheados. Igualmente acalorado fue el enfrentamiento entre las fuerzas políticas locales y los círculos culturales. Para evitar los conflictos, los organizadores cancelaron la edición de 1977.
Después de mucha polémica, en 1978 se reorganizó el festival, con una fórmula que intentó, en vano, limitar la concentración de espectadores dispersando los conciertos en diferentes localidades como Terni, Narni, Orvieto, Foligno, Gubbio, Città di Castello o Asís.
Como resultado, el festival se volvió ingobernable. La edición de 1978 no tuvo continuidad hasta 1982. 

## Reapertura

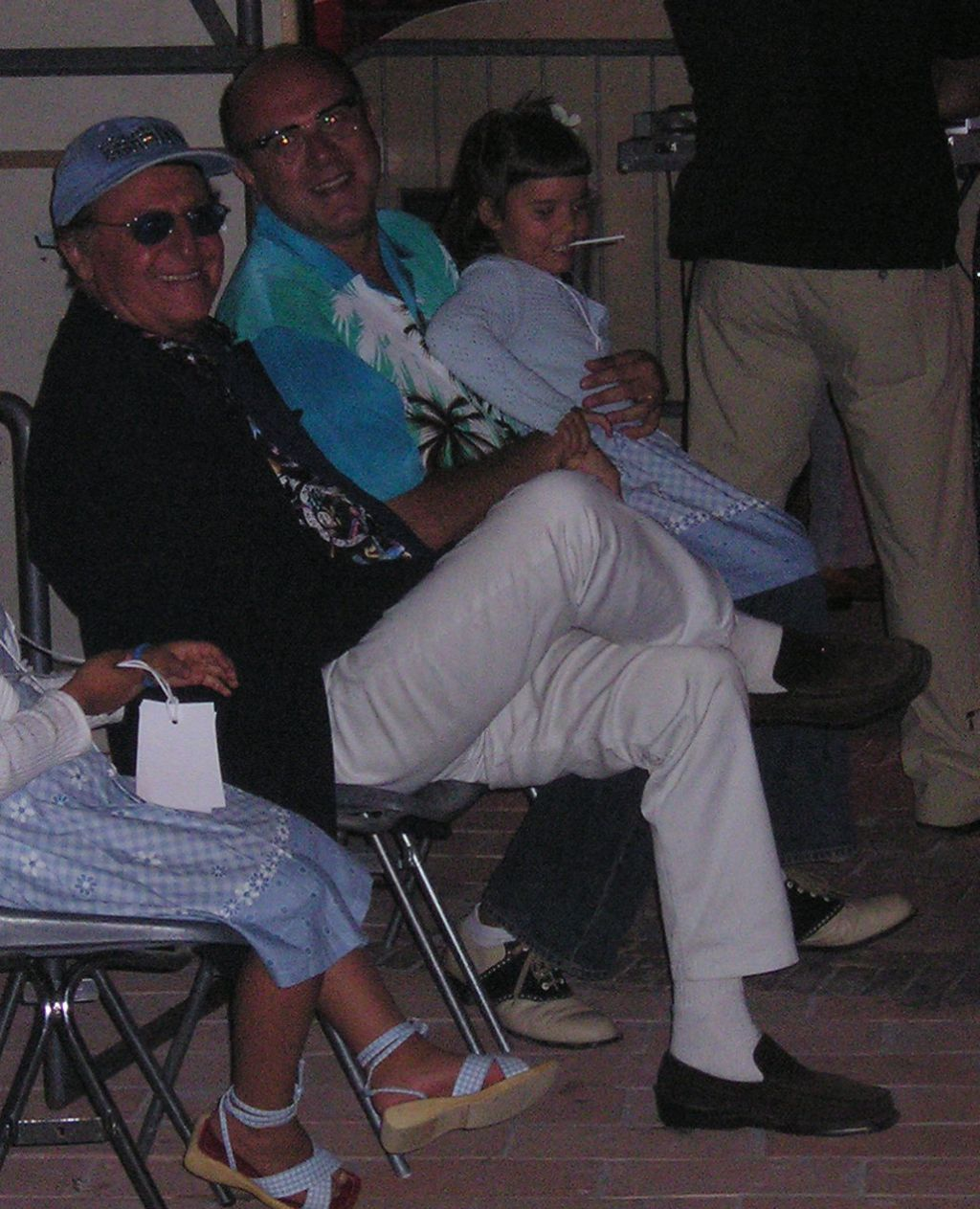
Renzo Arbore

El acontecimiento renació en 1982, tras mucha reflexión, con bastantes cambios y sin la participación en la gestión de los organismos regionales y de promoción turística. Por primera vez se introdujo el cobro de la entrada a los conciertos más importantes. Al principio de esta nueva etapa, el festival  se integró en la estructura del ARCI, una realidad asociativa en ese momento muy fuerte en la Umbría. A partir de 1985 nace la Associazione Umbria jazz sin ánimo de lucro, que desde entonces gestiona la marca "Umbria Jazz", propiedad de la Región Umbría, y gestora también del festival en todos sus aspectos (fórmula, elecciones artísticas, organización, logística, patrocinios).
Unos años más tarde, por voluntad de la Región Umbría, nació la "Umbria Jazz Foundation", que tiene la tarea de garantizar los recursos económicos de la parte pública. El actual presidente de la Fundación es Renzo Arbore, mientras que Carlo Pagnotta (uno de los creadores del evento) es su director artístico.
La segunda característica de la nueva UJ es su permanencia, pues ya no es un festival con varias sedes, sino que se celebra solo en Perugia. 
La reanudación del festival se hizo en una carpa de circo en la zona de Pian di Massiano (cerca del estadio), lejos del centro histórico, porque los problemas de masificación de los años setenta no se habían olvidado.
Los conciertos nocturnos se organizan en los jardines del Frontone; entre los artistas que han participado figuran Sonny Rollins, Randy Crawford, Michel Petrucciani, Phil Collins, Al Jarreau y Keith Jarrett.

## Situación actual
En 1997 se trasladó un concierto a Villa Fidelia en Spello (Eric Clapton).
Otros conciertos se habían llevado a cabo en el Teatro del Pavone del siglo XVIII (Sarah Vaughan, 1984), en el teatro municipal Morlacchi (Caetano Veloso), en la iglesia del siglo XIII de San Francesco al Prato (Gil Evans, Carmen McRae, la Liberation Music Orchestra), en el oratorio Filipino di Santa Cecilia, en la sala Podiani de la Galería Nacional de Umbría, en la catedral de Perugia (los coros del Evangelio), en la basílica de San Pietro (Jan Garbarek y Hilliard Ensemble para el proyecto Officium) y en el estadio Renato Curi (Miles Davis, Manhattan Transfer, Sting y Gil Evans en 1987).
En 1991 también se organizaron algunos días de conciertos en Fano, con el nombre de Umbria Jazz by the Sea. El éxito generado dio lugar en 1993 al actual festival Fano Jazz by the Sea.
Desde 2003, los conciertos más importantes se han realizado en el estadio de Santa Giuliana, con nombres como Ornette Coleman, Van Morrison, Bobby McFerrin, Earth, Wind & Fire, James Brown y Manhattan Transfer.
Para los conciertos gratuitos, se utilizan la Piazza IV Novembre y los jardines Carducci.
En 2020, la crisis sanitaria por la pandemia de COVID-19 obligó a la suspensión de la edición del festival de ese año, retomándose en 2021.

## Estilo

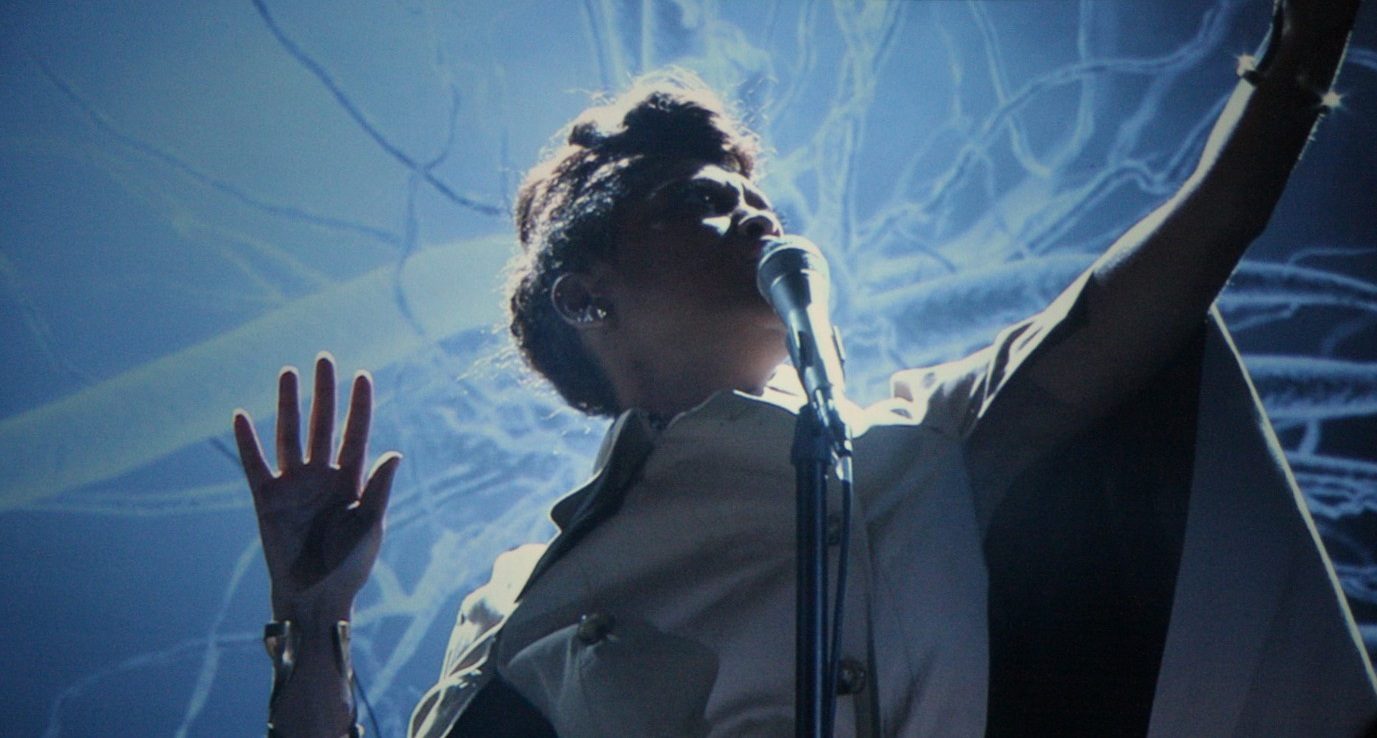
Erykah Badu, Umbría Jazz 2012

En los veinte años a partir de la edición de 1982, al jazz se suman algunas digresiones en los territorios del rock y blues y la canción brasileña, con una mayor atención al jazz italiano.
Las opciones artísticas se dividen en dos vertientes: por un lado el jazz ortodoxo y por el otro la música negra (blues, góspel, soul, zydeco, banda de música, rhythm 'n' blues) con diversas digresiones al pop-rock, para un público más general. En esta perspectiva, también deben verse las actuaciones de artistas como Elton John, Carlos Santana, James Brown, Donna Summer, Eric Clapton, Earth, Wind & Fire, Simply Red y BB King.

## Artistas que han participado en el Umbría Jazz
A continuación se indican, por orden alfabético, algunos de los principales artistas que se han presentado en el escenario del Umbría Jazz desde 1973. Las ediciones en las que participó el artista se indican entre paréntesis.
| - Ahmad Jamal (1986, 1987, 1995, 2009, 2011) - Alex Britti (2019) - Alicia Keys (2008) - Al Jarreau (1986, 1996, 2005, 2007, 2012, 2014) - Archie Shepp (1986) - Art Blakey (1976) - B.B. King (1982, 1993, 2004, 2009, 2011) - Benjamine Clementine (2018) - Benny Green (1994, 2017, 2019) - Bill Evans (1974, 1978) - Bobby McFerrin (1992) - Brad Mehldau (1999, 2001, 2005, 2006, 2008, 2016) - Branford Marsalis (2011, 2013, 2016) - Burt Bacharach (2009) - Caetano Veloso (1993, 1994, 1995, 1998, 2003, 2018) - Carla Bley (1978, 1996, 1998, 2002, 2006, 2008) - Carlos Santana (1988, 2006, 2011) - Carmen McRae (1989, 2002) - Caro Emerald (2011) - Cecil Taylor (1975, 2009) - Charles Mingus (1974, 1975) - Charles Lloyd (2019) - Charlie Haden (2002) - Chet Baker (1975) - Chiara Civello (2008) - Chick Corea (1992, 2002, 2003, 2006, 2009, 2010, 2012, 2013, 2015, 2016, 2019) - Christian McBride (2016, 2017, 2019) - Chucho Valdés (2011, 2017) - Count Basie (1975) - Dado Moroni (2017, 2019) - Danilo Rea (2018, 2019) - Dario Chiazzolino (2007) - David Byrne (2018) - Debbie Harry (1997) - Dee Dee Bridgewater (1973, 1992, 2004) - Dexter Gordon (1987) - Diana Krall (2013, 2019) - Dizzy Gillespie (1976, 1984, 1989) - Earth, Wind & Fire (2003) - Elton John (2005) - Enrico Pieranunzi (1985, 1991, 2000, 2004, 2008, 2009) - Enrico Rava (1999, 2000, 2001, 2003, 2010, 2012, 2016, 2017, 2019) - Enzo Pietropaoli (2002) - Eric Clapton (1997, 2006) - Erykah Badu (2012) - Flavio Boltro (2019) - Francesco Cafiso (2004, 2005, 2009) | - Fred Hersch (2019) - Gabriele Mirabassi (1990, 2008, 2010, 2013, 2017, 2018, 2019) - Gary Burton (1999, 2000, 2002, 2006) - Gato Barbieri (2001) - George Benson (1986, 2005, 2007, 2009, 2019) - George Coleman (1976) - Gerry Mulligan (1974) - Gilberto Gil (1994, 1998, 2003, 2011, 2013, 2018) - Gil Evans (1987, 1988) - Gino Paoli (2009, 2017, 2018,2019) - Gregory Porter (2018) - Herbie Hancock (1983, 1988, 1991, 1996, 2002, 2003, 2006, 2008, 2010, 2011, 2012, 2013, 2015) - Horace Silver (1976) - Jacob Collier (2016, 2017) - James Brown (2003, 2004, 2006) - James Taylor (1999, 2009) - Jamie Cullum (2008, 2017) - Jim Hall (1996, 2005) - João Gilberto (1996, 2003) - Joe Pass (1991) - John Lewis (2000) - John Patitucci (2017, 2019) - John Scofield (1987, 2002, 2016) - Joshua Redman (2015, 2018) - Kamasi Washington (2016, 2019) - Kenny Barron (1999, 2017, 2019) - Keith Jarrett (1974, 1996, 1999, 2000, 2003, 2007, 2013) - King Crimson (2019) - Kurt Ellingt (2016, 2018) - Kyle Estwood (2018) - Lady Gaga (2015) - Liza Minnelli (2011) - Lee Konitz (1978, 1998, 2003) - Lionel Hampton (1978, 1993) - Manhattan Transfer (1987, 2004, 2010) - Manu Katché (2019) - Massimo Ranieri (2016) - Massive Attack (2018) - Max Gazzè (2019) - McCoy Tyner (1975, 1978) - Melody Gardot (2016, 2018) - Mika (2016) - Milt Jackson (1995) - Michel Camilo (2010, 2011, 2019) - Michel Petrucciani (1991, 1992, 1993, 1995, 1996) | - Miles Davis (1984, 1985, 1987, 1989) - Miriam Makeba (2002) - Natalie Cole (2000) - Nicola Mingo (1994, 2011) - Nick Mason (2019) - Ornette Coleman (1991, 1998, 2000, 2003, 2007) - Oscar Peterson (2005) - Paolo Conte (2015, 2019) - Paolo Fresu (2013, 2014, 2018, 2019) - Pat Martino (2002, 2008) - Pat Metheny (1994, 1999, 2002, 2006, 2007, 2010, 2016, 2018) - Piero Bassini (1977,1978,1979) - Phil Collins (1996) - Pino Daniele (1988, 2013) - Prince (2011) - Quincy Jones (2018) - Renato Sellani (2005, 2008, 2009) - Richard Galliano (1996, 1997, 1999, 2000, 2003, 2005) - Richard Bona (2019) - Roy Hargrove (2000, 2010, 2018) - Robben Ford (2019) - Sarah Vaughan (1984) - Sergio Cammariere (2018) - Simply Red (2009) - Snarky Puppy (2015, 2019) - Stan Getz (1987, 1990) - Stefano Bollani (2000, 2002, 2003, 2008, 2009, 2010, 2012, 2013, 2014, 2016, 2017, 2018) - Stevie Ray Vaughan (1985) - Sting (1987, 2012) - Sun Ra and his Interstellar Galactic Arkestra (1973) - Shiva (2020) - Shorty Rogers (1985) - Sonny Rollins (1996, 1998, 2005, 2007, 2010, 2012) - Terence Blanchard (2013) - The Chainsmokers (2018) - Thom Yorke (2019) - Tony Bennett (1996, 1998, 2007, 2010, 2015) - Van Morrison (2003) - Veronica Swift (2019) - Vinicio Capossela (2001) - Wayne Shorter (1991, 1992, 2002, 2006, 2011, 2012, 2015, 2017) - Weather Report (1973, 1984) - Wynton Marsalis (1987, 1999, 2009, 2013, 2016) |

## Otros proyectos
- Wikimedia Commons contiene imágenes del Umbría Jazz